# Indian Springs (Géorgie)
Pour les articles homonymes, voir Indian Springs.
Indian Springs est une census-designated place située dans le comté de Catoosa, dans l’État de Géorgie, aux États-Unis. Lors du recensement de 2020, elle comptait 2 336 habitants.